# Доходный дом Я. А. Бабушкина
Доходный дом Я. А. Бабушкина — четырёхэтажное кирпичное здание, возведённое в 1897 году архитектором Львом Николаевичем Кекушевым для купца 2-й гильдии Якова Андриановича Бабушкина на московской Покровке.

## История
В конце XIX века участок городской земли на улице Покровке возле Храма Воскресения Словущего в Барашах входила в городскую усадьбу купца Ивана Лобкова здесь располагались склад дров и лесного материала, а также небольшая лавка. В 1890-х годах его наследники разделили владение на четыре части и три из них выставили на продажу. Одним из покупателей стал выходец из крестьянской семьи, купец 2-й гильдии, сколотивший состояние на столярных работах, Яков Андрианович Бабушкин. Судя по всему, по желанию заказчика, предполагавшего получить максимальную прибыль от сдачи помещений внаём, выстроенный жилой комплекс почти полностью занимал территорию владения.
В 1902 году здание приобрёл мещанин Андрей Игнатьевич Титов и вскоре после покупки задумал ещё больше повысить доходность владения, надстроив все корпуса до 5—6 этажей, однако этот проект реализован не был, и дом сохранился до наших дней практически без перестроек.

## Архитектура
Жилой комплекс состоит из нескольких корпусов, соединенных лестницами. Они образуют пять разных по форме и величине двориков разных, объединённых между собой семью проездными арками. Основной четырёхэтажный кирпичный корпус с заглублённым цокольным этажом и подвалом выходит своим фасадом на Покровку.